# Владимир Шестаков
Владимир Александрович Шестаков (на руски: Владимир Александрович Шестаков) е руски офицер, генерал-майор. Участник в Руско-турската война (1877-1878).

## Биография
Владимир Шестаков е роден на 23 март 1843 г. във Вятска губерния в семейството на потомствен дворянин. Ориентира се към военното поприще и завършва Константиновското военно училище с производство в първо офицерско звание подпоручик (1863). Служи последователно като командир на батальон и старши адютант във 2-ра пехотна дивизия (1870-1871). Завършва Николаевската академия с назначение за офицер за поръчения в Казанския военен окръг (1872-1876). Повишен е във военно звание полковник от 30 август 1875 г.
Участва в Руско-турската война (1877-1878). Началник на щаба на 2-ра пехотна дивизия с командир Александър Имеретински. Дивизията е в състава на сборния отряд, който овладява Ловеч на 22 август 1877 г. Командва енергично и се бие храбро. Участва и се проявява в третата атака на Плевен. Награден е с орден „Свети Владимир“ IV степен с мечове и златно оръжие „За храброст“ (1878).
След войната е командир 6-и Либавски пехотен полк (1879-1890). Повишен е във военно звание генерал-майор от 1890 г. и е назначен последователно за командир на 1-ва бригада от 8-а пехотна дивизия и началник на щаба на 5-и Армейски корпус (1890, 1891).